# Fusil-mitrailleur modèle 1924/29
Le fusil-mitrailleur modèle 1924 est un fusil-mitrailleur français conçu en 1924 par la Manufacture d'armes de Châtellerault. Modifié en 1929 afin de tirer la nouvelle cartouche de 7,5 mm modèle 29C, il équipa l'armée française durant une bonne partie du XXe siècle et avait la réputation d'être une arme fiable et de qualité.

## Histoire
Le fusil-mitrailleur Chauchat hâtivement mis au point sous la pression des événements du premier conflit mondial va laisser place vers 1924 au nouveau FM MAC 1924 qui tire la toute nouvelle cartouche de 7,5 mm 1924C (7,5 × 58 mm). Après une série d'accidents avec des armes allemandes de prise réutilisées à l'instruction, chambrant elles la 7,92 × 57, trop proche de la nouvelle munition, le MAC 1924 est adapté en 1929 à la munition 7,5 × 54 mm 1929C après quelques modifications (changement de chargeur, du canon) pour devenir le MAC 1924/29. Ce modèle sera appelé FM 24/29 par les fantassins français. Il est remplacé progressivement au début des années 1960 par l'AA-52.

## Un prototype et une première version: le MAC 1924
Ce modèle est issu du prototype MAC 1923 de la manufacture d'armes de Châtellerault vainqueur de plusieurs campagnes d'essais l'ayant opposé aux Hotchkiss Modèle 1922, au Lewis Mark I, au Browning BAR M1918 et au FM MAS 1922 (une copie du BAR M1918). Le nouveau modèle est livré à partir de fin juillet 1924. C'est la seule arme française produite industriellement à avoir utilisé l'éphémère cartouche 7,5 mm 1924C. Des prototypes de fusils semi-automatiques de la MAS furent aussi adaptés à cette cartouche jusqu'à l'interdiction de tir de ces munitions.

## Description du FM 24/29

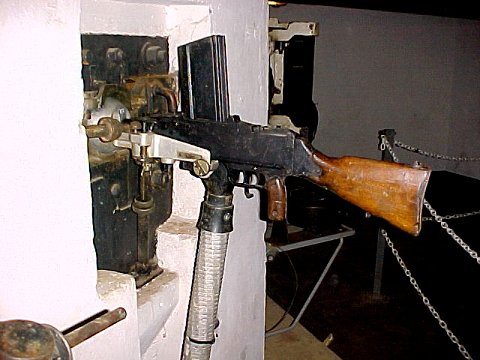
Un FM 24/29 sous casemate

Il possède des caractéristiques communes avec beaucoup de FM de son époque. Il tire soit en coup par coup soit par rafales non limitées (deux détentes). Ses crosse, poignée-pistolet et fût sont en bois. Son chargeur rectangulaire se place sur le dessus de l'arme, décalant hausse et guidon à gauche, ce qui est impératif pour des droitiers. Il dispose en outre d'un bipied avant repliable latéralement et peut recevoir une béquille sous la crosse. Il pouvait être monté sur un side-car ou en sabord de véhicules grâce à un emplacement réservé dans son garde-main. Sa bretelle cuir, robuste et efficace, dispose d'un crochet métallique permettant en un instant, de passer de la position de portage à la position de tir à la hanche.

## Une seule variante : le FM 24/29D
Le FM 24/29D à canon plus long et étoffé tirait une variante à balle lourde (Cartouche 7,5 mm 1933D) de sa munition originelle. Il était destiné aux casemates de la ligne Maginot où il fut rapidement remplacé dans ce rôle par la mitrailleuse Reibel. Après l'armistice de juin 1940, les occupants Allemands en recyclèrent bon nombre d'exemplaires sur le Mur de l'Atlantique.

## Campagnes

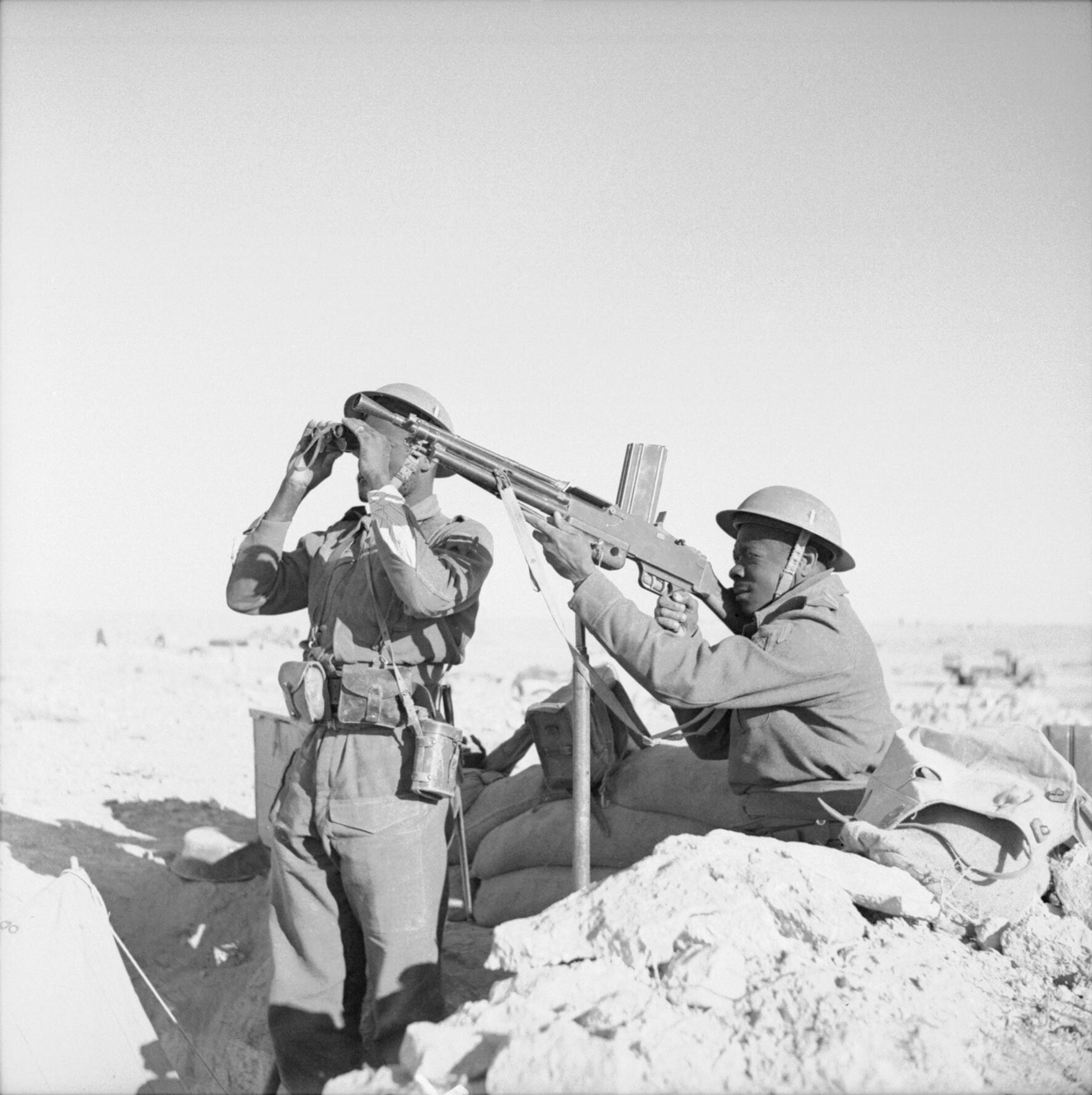
Soldats des troupes coloniales des forces françaises libres en février 1942 avec un MAC 24/29

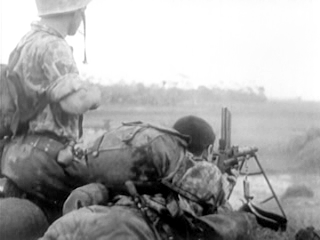
Paras du 1er BEP tirant avec un FM 24/29 durant la guerre d'Indochine

Cette arme était très appréciée par les soldats de l'armée de terre française qui l'emploieront pour la première fois au combat le 11 mai 1926 lors de la guerre du Rif, puis durant la Seconde Guerre mondiale, guerre d'Indochine et ensuite la guerre d'Algérie. Retirés du service actif vers 1965, les FM 24/29 deviennent un armement collectif de réserve générale, de même que pour la police nationale (essentiellement les CRS) et bien sûr la Gendarmerie nationale. Ainsi toutes les brigades de gendarmerie départementale en seront dotées à raison d'une arme collective pour 10 à 15 sous-officiers, et son retrait du service n'interviendra qu'en 2006 (les munitions de 7,5 MAS n'étant plus approvisionnées), y compris dans les réserves des escadrons de la Gendarmerie mobile. Notons que comme des armes saisies en juin 1940 par l'armée d'occupation sont utilisées jusque sur le front Russe (Estonie) par des unités supplétives de l'armée allemande qui en sont partiellement dotées, certains exemplaires du FM 24/29 figurent en bonne place dans les musées soviétiques consacrés à la « Grande Guerre patriotique ».
Mais la plupart des MAC 24/29 seront cédés à d'anciennes colonies françaises d'Afrique au fur et à mesure de la décolonisation (Algérie, Bénin, Cameroun, Centrafrique, Comores, Congo, Côte d'Ivoire, Djibouti, Gabon, Guinée, Guinée-Bissau, Madagascar, Maroc, Mauritanie, Niger, Sénégal, Seychelles et Tchad). De même, il a été fourni aux supplétifs levés au Cambodge, Laos et dans l'État du Viêt Nam lors de la guerre d'Indochine.
Il se retrouva ainsi aux mains du Việt Minh. Pendant la guerre du Viêt Nam, il termina sa carrière militaire indochinoise dans les rangs des frères ennemis du Viêtcong et de l'Armée de la république du Viêt Nam.
Il est utilisé par l'armée française durant la guerre d'Algérie avant d'être remplacé par l'AA-52, mais restera longtemps après l'arme collective des régiments de la Réserve Générale de l'Armée Française, stockés dans les Centres Mobilisateurs sur tout le territoire jusqu'au milieu des années 1980.

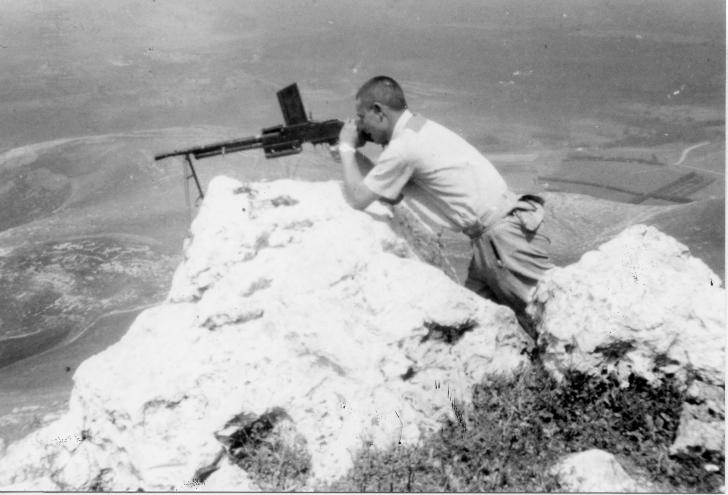
Avant-poste de la brigade Yiftach au kibboutz Misgav Am à la frontière libanaise en 1948.

## Le FM 24/29 à l'écran
Le Fusil mitrailleur modèle 24/29 apparaît dans des films sur la Seconde Guerre mondiale :
- La Bataille du rail
- Week-end à Zuydcoote
- Paris brûle-t-il ?
- Un homme de trop
- Mais où est donc passée la septième compagnie ?
- On a retrouvé la septième compagnie
- L'ennemi intime
- La 317e Section

## Sources
Cette notice est issue de la lecture des revues spécialisées de langue française suivantes :
- Cibles (Fr) ;
- AMI (B, disparue en 1988) ;
- Gazette des armes (Fr) ;
- Action Guns (Fr) ;